# Циплияускас, Витаутас
Витаутас Циплияускас (лит. Vytautas Ciplijauskas; род. 2 января 1927, местечко Шунскай Мариямпольского уезда — 3 мая, 2019, Вильнюс) — литовский художник, живописец, мастер портретного жанра; лауреат Государственной премии Литовской ССР (1979), премии Правительства Литовской Республики в области культуры и искусства (2003)

## Биография
В 1944—1948 годах учился в Каунасском институте декоративно-прикладного искусства у Стасиса Ушинскаса. В 1948 году был сослан в Сибирь.
В 1957 году вернулся в Литву. В 1961 году окончил Государственный художественный институт Литовской ССР. Преподавал в Школе искусств имени Чюрлёниса в Вильнюсе (1961—1976).

## Творчество

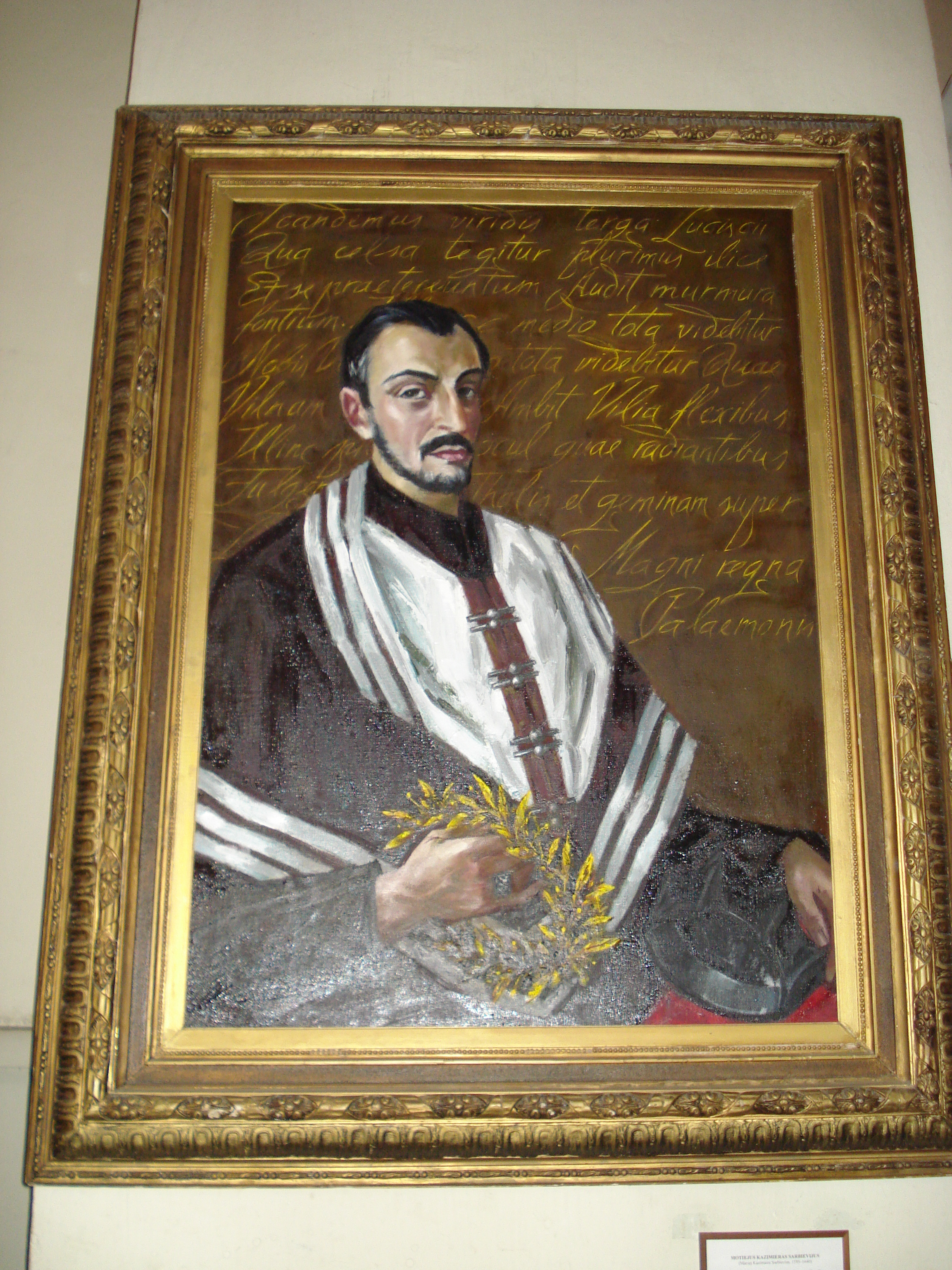
Портрет Сарбевия (костёл Святых Иоаннов)

С 1961 года участвовал в выставках в Литве и за рубежом (США).
В начальный период творчества писал натюрморты и фигурные композиции — «Зимний праздник» (1969), цикл «Женщины и море» (1971), «Проводы зимы в Жемайтии» (1974).
Позднее писал преимущественно портреты — художников Казимеры Зимблите (1972), керамистки Люции Шульгайте (1974), Антанаса Гудайтиса (1977), Виктораса Визгирды (1977), Виктораса Пятравичюса (1986—2000), также народных художников (Маре Куоджите-Навицкене, 1974), актёров Руты Сталилюнайте (1976), Пранаса Пяулокаса 1976—1977), народных скульпторов Станисловаса Ряубы (1976), Лёнгинаса Шяпки (1977), учёного Марии Гимбутене (1981).

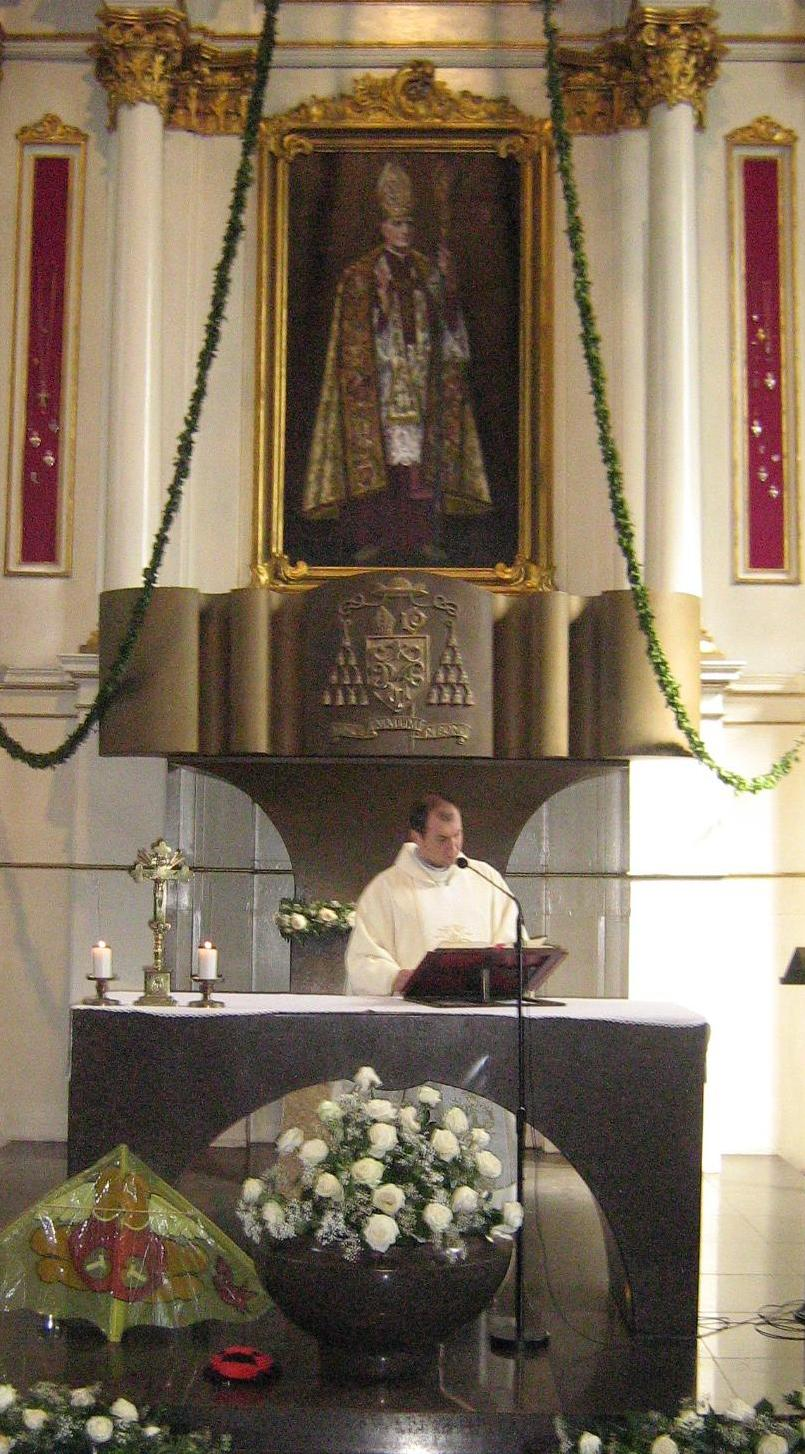
Портрет в малой базилике Святого архангела Михаила (Мариямполе)

Написал групповые портреты оперной певицы Марийоны Ракаускайте и художника Людаса Труйкиса (1974), семьи Йонушасов в Ниде (1983), также портреты короля Миндаугаса (1992—2003) и других исторических личностей.
Портреты, написанные Витаутасом Циплияускасом, составляют значимую часть коллекции живописи музея Вильнюсского университета. Это — созданная к юбилею 400-летия университета (1976—1979) серия полотен в университетсом костёле Святых Иоаннов в Вильнюсе. Портреты изображают выдающихся личностей, связанных с Вильнюсским университетом: поэт и профессор виленской Академии и университета Матея Казимира Сарбевия, основатель Академии и университета король Стефан Баторий, писатель и епископ Мотеюс Валанчюс, протестантский теолог и фольклорист Людвикас Реза, поэт и священник Киприонас Незабитаускис-Забитис врач и патриарх литовского национального возрождения Йонас Басанавичюс.
В капелле блаженного Юргиса Матулайтиса мариямпольской малой базилики Святого архангела Михаила над алтарём расположен портрет работы Витаутаса Циплияускаса (1987).
Произведениям свойственны экспрессивный мазок и стремление передать психологический характер.
Произведения хранятся в Литовском художественном музее в Вильнюсе, Национальном художественном музее имени М. К. Чюрлёниса в Каунасе, в музеях и галереях Москвы, США, Швеции, Франции.

## Награды и звания
- Государственная премия Литовской ССР (1979)
- Офицерсктй крест Ордена Великого князя Литовского Гядиминаса (1997)
- Премия Правительства Литовской Республики в области культуры и искусства (2003)